# عزي هبة الله علي شريم
عزي هبة الله علي شريم هو سياسي يمني، تولى منصب  وزير المياه والبيئة ‏ في حكومة خالد بحاح منذ 7 نوفمبر 2014.
| المناصب السياسية | المناصب السياسية                     | المناصب السياسية             |
| ---------------- | ------------------------------------ | ---------------------------- |
| سبقه             | وزير المياه والبيئة ‏ 7 نوفمبر 2014 - | تبعه توفيق عبدالواحد الشرجبي |